# آي أو إس 12
آي أو إس 12 (بالإنجليزية: IOS 12)‏ هو الإصدار الثاني عشر من نظام تشغيل الهواتف المحمولة المعروف باسم آي أو إس، صممته شركة أبل كخليفة لآي أو إس 11. وقد أُعلن عن هذا الإصدار في مؤتمر آبل العالمي للمطورين السنوي في 4 يونيو 2018. وقد تم إطلاق النظام في أغلب دول العالم في خريف 17 سبتمبر من عام 2018. يتشابه آي أو إس 12 مع الإصدار السابق آي أو إس 12 من حيث الناحية الجمالية، ولكن النظام الجديد يتمير عن سابقه بوجود العديد من التحسينات التي طالت الأداء العالم والبطارية، بالإضافة إلى وظائف إضافية لبعض التطبيقات.

## المميزات

### الأداء
صرحت شركة أبل إن أداء الجهاز سيكون أسرع بنسبة 70٪ مع نظام التشغيل آي أو إس 12 بالمقارنة مع آي أو إس 11. حيث تم إجراء تحسينات على تطبيق الكاميرا خصوصاً لجعل تشغيله والتقاط الصور تجربة أسرع من ذي قبل.

### وقت الشاشة
تم تحديث نظام التشغيل iOS 12 ليشمل ميزة تسمح للمستخدمين بتتبع الوقت الذي يقضونه على أجهزتهم وما يقومون به. يقدم النظام تقارير مقسمة إلى فئات وأُطر زمنية.

### الاختصارات
سيتم السماح لتطبيق مخصص في نظام التشغيل iOS 12 للمستخدمين بإعداد الاختصارات. الاختصارات هي إجراءات تلقائية يمكن للمستخدم أن يطلب من Siri تنفيذها.

### ARKit 2
تم تحديث ARKit لتتضمن إمكانية مشاركة المستخدمين لمشاهداتهم مع أجهزة iPhones الأخرى.

### CarPlay
يتميز CarPlay الآن بالقدرة على تشغيل تطبيقات الملاحة من طرف ثالث.

### الأيباد
يمكن لأجهزة iPad الآن استخدام الإيماءات الموجودة على آيفون X. كذلك التطبيقات المعروفة باسم Voice Memos and Stocks أصبحت متاحة الآن لأجهزة آيباد. أيضاً في أجهزة آيباد تم الآن فصل مركز التحكم عن مبدل التطبيق على.

## مميزات التطبيق

### الرسائل
تقدم الرسائل في iOS 12 نوعًا جديدًا من أنيموجي (بالإنجليزية: Animoji)‏، وأطلق عليه اسم الميموجي (بالإنجليزية: Memoji)‏، والذي يسمح للمستخدم بإنشاء شخصية ثلاثية الأبعاد لأنفسهم. كما طرحت شركة آبل أيضا عدة أشكال للأنيموجي على شكل كوالا، تايغر، غوست وتي ريكس.

### فيس تايم
تم تحديث فيس تايم (بالإنجليزية: FaceTime)‏ لدعم ما يصل إلى 32 شخصًا في مكالمة فيس تايم في وقت واحد. كذلك أصبح فيس تايم داعماً للأنيموجي (بالإنجليزية: Animoji)‏ والميموجي (بالإنجليزية: Memoji)‏.

### المقياس
طرحت شركة آبل تطبيقًا جديدًا يأخذ القياسات اسمه «مستوى» (بالإنجليزية: Level)‏. وسيتم تثبيت التطبيق مسبقًا على جميع أجهزة الآيفون عند ترقيته إلى نظام التشغيل iOS 12.

### الصور
تدعم الصور الآن الاقتراحات من خلال خاصية «بالنسبة إليك» (بالإنجليزية: For You)‏، حيث ستقدم توصيات المشاركة مع الغير.

### الإخطارات
يتم تجميع الإشعارات الآن، بحيث تصبح أمثر اختصاراً من قبل. وأصبح مركز الإخطارات الآن مبوباً بعلامة «إدارة» (بالإنجليزية: Manage)‏، من أجل التحكم بالإشعارات.

### خاصية عدم الإزعاج
أصبحت ميزة «عدم الإزعاج» (بالإنجليزية: Do Not Disturb)‏ أكثر شمولية، فهي تحتوي الآن على ميزة تسمى «عدم الإزعاج أثناء النوم» (بالإنجليزية: Do Not Disturb During Bedtime)‏ لإرسال الإشعارات تلقائيًا إلى السجل وإرسال المكالمات إلى البريد الصوتي (يمكن تغييرها إلى المفضلة / مكالمات متكررة). وأصبحت الشاشة داكنة أكثر من قبل لتصبح خفيفة على العين.

### المذكرات الصوتية والأسهم
أصبحت الآن تطبيقات مذكرات الصوت (بالإنجليزية: Voice Memos)‏ وتطبيق الأسهم (بالإنجليزية: Stocks)‏ متاحة الآن على أجهزة الآيباد. المذكرات الصوتية والأسهم قد خضعت لتغيير كبير في التصميم الداخلي.

### كتب ابل
تمت إعادة تسمية آي بوكس (بالإنجليزية: iBooks)‏ إلى آي بوكس (بالإنجليزية: Apple Books)‏، وتم تحديث التطبيق باستخدام علامات تبويب عديدة منها اكتشف ومتجر الكتب.

## الأجهزة المدعومة
تدعم جميع الأجهزة التي تدعم نظام التشغيل iOS 11، أيضًا ستتمكن من تشغيل نظام iOS 12.
| - آي فون 5 إس - آي فون 6 - آي فون 6 بلس - آي فون 6 إس - آي فون 6 إس بلس - آي فون إس إي - آي فون 7 - آي فون 7 بلس - آي فون 8 - آي فون 8 بلس - آي فون إكس - آي فون XR - آي فون XS - آي فون XS Max | - آي بود توتش (الجيل السادس) | - آي باد إير - آي باد إير 2 - آي باد (2017) - آي باد (2018) - آي باد ميني 2 - آي باد ميني 3 - آي باد ميني 4 - آي باد برو (12.9-بوصة) - آي باد برو (9.7-بوصة) - آي باد برو (10.5-بوصة) |

## وصلات خارجية
- الموقع الرسمي